# Justin Jackson (cestista 1995)
Justin Aaron Jackson (Houston, 28 marzo 1995) è un cestista statunitense.

## Carriera
Viene scelto nel Draft NBA 2017 dai Sacramento Kings, con i quali gioca per le prime due stagioni della sua carriera NBA, per poi venire ceduto insieme al compagno di squadra Zach Randolph ai Dallas Mavericks il 7 febbraio 2019 in cambio di Harrison Barnes.

## Statistiche
| † | Denota le stagioni in cui ha vinto il titolo |

### NCAA
| Anno       | Squadra             | PG  | PT  | MP   | TC%  | 3P%  | TL%  | RP  | AP  | PRP | SP  | PP   |
| ---------- | ------------------- | --- | --- | ---- | ---- | ---- | ---- | --- | --- | --- | --- | ---- |
| 2014-2015  | N. Carol. Tar Heels | 38  | 37  | 26,7 | 47,7 | 30,4 | 71,0 | 3,7 | 2,3 | 0,5 | 0,5 | 10,7 |
| 2015-2016  | N. Carol. Tar Heels | 40  | 38  | 28,4 | 46,6 | 29,2 | 66,7 | 3,9 | 2,8 | 0,6 | 0,4 | 12,2 |
| 2016-2017† | N. Carol. Tar Heels | 40  | 39  | 32,0 | 44,3 | 37,0 | 74,8 | 4,7 | 2,8 | 0,8 | 0,2 | 18,3 |
| Carriera   | Carriera            | 118 | 114 | 29,1 | 45,9 | 33,9 | 71,3 | 4,1 | 2,6 | 0,6 | 0,4 | 13,8 |

#### Massimi in carriera
- Massimo di punti: 34 vs Kentucky (17 dicembre 2016)[1]
- Massimo di rimbalzi: 13 vs Northwestern (23 novembre 2015)
- Massimo di assist: 8 vs Miami (20 febbraio 2016)
- Massimo di palle rubate: 5 (2 volte)
- Massimo di stoppate: 3 (2 volte)
- Massimo di minuti giocati: 39 vs Clemson (3 gennaio 2017)

### NBA

#### Regular season
| Anno       | Squadra            | PG  | PT | MP   | TC%  | 3P%  | TL%  | RP  | AP  | PRP | SP  | PP  |
| ---------- | ------------------ | --- | -- | ---- | ---- | ---- | ---- | --- | --- | --- | --- | --- |
| 2017-2018  | Sacramento Kings   | 68  | 41 | 22,2 | 44,2 | 30,8 | 72,2 | 2,8 | 1,1 | 0,4 | 0,2 | 6,7 |
| 2018-2019  | Sacramento Kings   | 52  | 3  | 20,8 | 42,4 | 34,6 | 82,0 | 2,8 | 1,3 | 0,4 | 0,3 | 6,7 |
| 2018-2019  | Dallas Mavericks   | 29  | 11 | 18,3 | 48,4 | 37,2 | 72,4 | 2,3 | 1,0 | 0,3 | 0,0 | 8,2 |
| 2019-2020  | Dallas Mavericks   | 65  | 3  | 16,1 | 39,6 | 29,4 | 84,0 | 2,4 | 0,8 | 0,2 | 0,2 | 5,5 |
| 2020-2021  | Oklahoma Thunder   | 33  | 3  | 16,5 | 40,6 | 30,6 | 85,7 | 2,2 | 1,5 | 0,5 | 0,1 | 7,2 |
| 2020-2021† | Milwaukee Bucks    | 1   | 0  | 33,0 | 33,3 | 33,3 | 50,0 | 6,0 | 1,0 | 0,0 | 0,0 | 9,0 |
| 2021-2022  | Boston Celtics     | 1   | 0  | 2,0  | 0,0  | -    | 100  | 0,0 | 0,0 | 0,0 | 0,0 | 2,0 |
| 2021-2022  | Phoenix Suns       | 6   | 0  | 5,8  | 35,7 | 33,3 | -    | 1,2 | 0,3 | 0,0 | 0,0 | 2,2 |
| 2022-2023  | Boston Celtics     | 23  | 0  | 4,7  | 25,9 | 25,0 | 50,0 | 0,7 | 0,4 | 0,2 | 0,2 | 0,9 |
| 2023-2024  | Minnesota T'wolves | 2   | 0  | 0,5  | -    | -    | -    | 0,0 | 0,0 | 0,0 | 0,0 | 0,0 |
| Carriera   | Carriera           | 280 | 61 | 17,5 | 42,3 | 31,9 | 79,6 | 2,3 | 1,0 | 0,3 | 0,2 | 6,0 |

#### Play-off
| Anno     | Squadra          | PG | PT | MP  | TC%  | 3P% | TL%  | RP  | AP  | PRP | SP  | PP  |
| -------- | ---------------- | -- | -- | --- | ---- | --- | ---- | --- | --- | --- | --- | --- |
| 2020     | Dallas Mavericks | 3  | 0  | 5,3 | 16,7 | 0,0 | 50,0 | 1,0 | 0,0 | 0,0 | 0,0 | 1,3 |
| 2021†    | Milwaukee Bucks  | 5  | 0  | 3,0 | 60,0 | 0,0 | -    | 0,4 | 0,2 | 0,2 | 0,0 | 1,2 |
| Carriera | Carriera         | 8  | 0  | 3,8 | 36,4 | 0,0 | 50,0 | 0,6 | 0,1 | 0,1 | 0,0 | 1,3 |

#### Massimi in carriera
- Massimo di punti: 28 vs Golden State Warriors (5 gennaio 2019)[2]
- Massimo di rimbalzi: 11 vs Memphis Grizzlies (24 ottobre 2018)
- Massimo di assist: 5 (4 volte)
- Massimo di palle rubate: 4 (2 volte)
- Massimo di stoppate: 2 (4 volte)
- Massimo di minuti giocati: 42 vs Phoenix Suns (3 aprile 2018)

### G League
| Anno      | Squadra       | PG  | PT | MP   | TC%  | 3P%  | TL%  | RP  | AP  | PRP | SP  | PP   |
| --------- | ------------- | --- | -- | ---- | ---- | ---- | ---- | --- | --- | --- | --- | ---- |
| 2017-2018 | Reno Bighorns | 6   | 6  | 34,1 | 42,6 | 35,7 | 100  | 6,2 | 2,2 | 1,5 | 0,2 | 17,8 |
| 2021-2022 | Texas Legends | 38  | 37 | 36,2 | 42,9 | 37,5 | 86,1 | 6,9 | 3,3 | 1,2 | 0,3 | 22,3 |
| 2022-2023 | Texas Legends | 14  | 14 | 36,1 | 44,2 | 42,2 | 62,1 | 6,4 | 3,0 | 0,9 | 0,6 | 21,1 |
| 2023-2024 | Texas Legends | 44  | 41 | 35,0 | 46,4 | 40,5 | 87,0 | 5,4 | 3,2 | 0,7 | 0,5 | 19,9 |
| Carriera  | Carriera      | 102 | 98 | 35,6 | 44,5 | 39,5 | 84,5 | 6,2 | 3,2 | 0,9 | 0,4 | 20,8 |

## Palmarès

### Squadra
- Campione NCAA (2017)
- Campionato NBA: 1

Milwaukee Bucks: 2021

### Individuale
- McDonald's All-American Game (2014)